# Aït Mahmoud
Aït Mahmoud è un comune dell'Algeria, situato nella provincia di Tizi Ouzou.